# English Defence League
La Liga de Defensa Inglesa (en inglés English Defence League, EDL) es un grupo de extrema derecha e islamofóbico de origen británico. Entendido como un grupo de presión que emplea las manifestaciones callejeras como táctica principal, se presenta a sí mismo como un movimiento monotemático que se opone al islamismo y al extremismo religioso, aunque su retórica y sus acciones son contra el Islam y a los musulmanes en general. Fundado en 2009, su apogeo duró hasta 2011, tras lo cual entró en declive.
Ideológicamente situado en la extrema derecha o ultraderecha de la política británica, el EDL forma parte del movimiento internacional contra la yihad. Rechazando la idea de que los musulmanes puedan ser verdaderamente ingleses, el EDL presenta al Islam como una amenaza intolerante y primitiva que pretende apoderarse de Europa. Algunos politólogos y otros comentaristas califican esta postura islamófoba de culturalmente racista. Tanto en Internet como en sus actos, los miembros del EDL han incitado a la violencia contra los musulmanes, y sus partidarios han llevado a cabo actos violentos tanto en las manifestaciones como de forma independiente. La ideología más amplia del EDL se caracteriza por el nacionalismo, el nativismo y el populismo, culpando de la decadencia percibida en la cultura inglesa a las altas tasas de inmigración y a una élite política indiferente. Se distingue de la extrema derecha tradicional británica por rechazar el racismo biológico, el antisemitismo y la homofobia. Los comentaristas difieren en cuanto a si el EDL en sí es ideológicamente fascista, aunque varios de sus líderes participaron anteriormente en organizaciones fascistas y algunos neonazis y otros fascistas asistieron a actos del EDL. 
Dirigida por un pequeño equipo de liderazgo, en su apogeo la EDL se subdividió en más de 90 divisiones locales y temáticas, cada una de ellas con considerable autonomía. Su base de apoyo estaba formada principalmente por jóvenes británicos blancos de clase trabajadora, algunos de ellos procedentes de subculturas establecidas de extrema derecha y de hooligans de fútbol. Las encuestas indicaban que la mayoría de los ciudadanos del Reino Unido se oponían al EDL, y la organización fue desafiada repetidamente por grupos antifascistas. Muchos ayuntamientos y fuerzas policiales desaconsejaron las marchas de la EDL, alegando el elevado coste económico que suponía su vigilancia, la influencia perturbadora en la armonía de la comunidad y el daño causado a las operaciones antiterroristas.